# Marta Rodríguez Fouz
Marta Rodríguez Fouz (La Coruña, 28 de enero de 1972) es una socióloga, profesora universitaria, investigadora y futbolista.

## Biografía
Nació en La Coruña, trasladándose su familia a Eibar (Guipúzcoa) cuando tenía cuatro años, ya que a su padre le ofrecieron trabajar en dicha ciudad armera desde la filial coruñesa de la empresa ALFA. La familia se instaló en el barrio de Amaña.
Realizó sus estudios primarios en el colegio ALFA, centro escolar que la empresa tenía para las hijas e hijos de sus trabajadores; hizo el Bachillerato en la misma localidad y tras finalizarlo comenzó a estudiar Ciencias de la Comunicación en la Universidad del País Vasco, campus de Lejona, licenciándose en publicidad. Posteriormente realizó en la misma un Master en Sociología.

### Trayectoria académica
En el año 2000 hizo el doctorado en Sociología en la Universidad Pública de Navarra (UPNA). Fue becaria del Gobierno Vasco en los programas pre y postdoctoral de su tesis, titulada “Solidaridad y memoria: la subjetividad colectiva en Jürgen Habermas”.
Trabaja como docente en la Universidad Pública de Navarra y ha ocupado en la misma varios cargos, entre otros, Secretaria académica del Máster en Dinámicas de cambio en las sociedades modernas avanzadas, Vicedecana del Grado de Sociología Aplicada y responsable de Calidad del Grado, Subdirectora del Departamento de Sociología y Trabajo Social, así como Secretaria del Comité de Teoría Sociológica de la FES...
Es investigadora del instituto de investigación I-Communitas. En la Università degli Studi de Florencia realizó una estancia de investigación financiada por el programa Salvador de Madariaga. Su línea de investigación se basa en los problemas de legitimación de la violencia colectiva y su presencia histórica y social. Ha publicado numerosos trabajos sobre este tema, en revistas y libros colectivos tanto nacionales como internacionales.
Inspirándose en pensadores como Habermas, Mannheim, Kierkegaard y Ortega y Gasset, reflexiona en sus obras sobre la memoria histórica, la violencia política o la situación del País Vasco frente al terrorismo.

### Trayectoria deportiva
Desde pequeña mostró pasión por el fútbol y talento en el campo. En posición de centrocampista, primero fue titular en el equipo femenino Urki de Eibar y posteriormente en el Eibartarrak y en el Eibar. Permaneció vinculada al grupo armero hasta los 37 años.Su hermana Ana Rodríguez Fouz fue también futbolista y más tarde entrenadora de su mismo equipo. Su sobrino, Ander Rodríguez Cercadillo, es también futbolista centrocampista.

## Obra[7][8]
- Pasiones discursivas: desafíos de la reflexión sociológica. (Universidad Pública de Navarra - Universidad Pública de Navarra, 2003).
- Los desafíos de la identidad: Jürgen Habermas y la memoria del "Guernica". (siglo XXI de España, 2004).
- Homo lóquax: las sociedades humanas y su activación comunicativa. (UPNA, DL 2011).
- Mirar atrás Memorias y proyecciones de la violencia de ETA. (Los Libros de la Catarata, 2023).

## Premios y reconocimientos
- En 2004, obtuvo el Premio de Investigación Universidad Pública de Navarra - Caja de Navarra  que premia a la mejor aportación científica realizada ese año en las Ciencias Humanas y Sociales, Ciencias Jurídicas y Económicas.[2]